# Mario Rafael Llergo Latournerie
Mario Rafael Llergo Latournerie (18 de noviembre de 1970) es un político mexicano, miembro del partido Movimiento Regeneración Nacional (Morena). Ha sido funcionario del gobierno de Tabasco, diputado local y diputado federal de 2021 a 2023.

## Biografía
Mario Rafael Llergo es licenciado en Derecho egresado de la Universidad Juárez Autónoma de Tabasco y cuenta con un diplomado en Derecho Electoral.
De 1995 a 1997 fue secretario particular del presidente de la gran comisión del Congreso de Tabasco, de 1998 a 1999 fue director de Capacitación y Difusión en la Secretaría de Comunicaciones y Transportes estatal y de 2000 a 2006 secretario particular del Comité de Planeación para el Desarrollo de Tabasco; y de 2010 a 2011 fue director de Desarrollo del Ayuntamiento del Municipio de Centro.
En 2015 fue electo diputado suplente al Congreso de Tabasco, y el 1 de enero de 2019 fue nombrado secretario de Bienestar, Sustentabilidad y Cambio Climático en la administración del gobernador Adán Augusto López Hernández. Permaneció en dicho cargo hasta el 31 de octubre de 2020 en que presentó su renuncia al cargo.
En 2021 fue postulado candidato de Morena a diputado federal por el Distrito 6 de Tabasco, resultando electo a la LXV Legislatura que concluirá en 2024. En la Cámara de Diputados fue secretario de la comisión de Gobernación y Población; e integrante de las comisiones de Desarrollo Urbano y Ordenamiento Territorial; y de Federalismo y Desarrollo Municipal.